# Barneveld
Barneveld  è una municipalità dei Paesi Bassi di 52 472 abitanti situata nella provincia di Gheldria.
Barneveld è sede di un ambiente molto religioso e conservatore e viene considerata parte della cintura della Bibbia olandese. Gran parte della popolazione è affiliata a congregazioni che fanno riferimento al calvinismo ortodosso.